# Königsmoor
Königsmoor is een gemeente in de Duitse deelstaat Nedersaksen. De gemeente ligt in het zuidwesten van de Samtgemeinde Tostedt in het Landkreis Harburg. Königsmoor telt 621 inwoners, , en is de kleinste gemeente binnen de Samtgemeinde.

## Geschiedenis
Königsmoor is een veenkolonie in een hoogveengebied, dat in de 19e eeuw aan de koningen van Pruisen toebehoorde. Omdat het korhoen in het verleden hier veel voorkwam, is deze vogel, samen met de koningskroon, in het dorpswapen afgebeeld. De aanleg van de veenkolonie begon in 1910; gedetineerden uit de gevangenis van Celle, en gedurende de Eerste Wereldoorlog ook enkele krijgsgevangenen, moesten als dwangarbeiders het veen ontginnen. De ontginning was omstreeks 1925 afgerond. Königsmoor was aanvankelijk een nederzetting van tamelijk arme boeren. Tot na de Tweede Wereldoorlog was het een deel van de gemeente Wistedt; van 1954 tot 1971, toen het deel ging uitmaken van de Samtgemeinde Tostedt, was Königsmoor een volledig zelfstandige gemeente. In 1980 kwam het dorpshuis, de Moorhalle, gereed.

## Overige gegevens

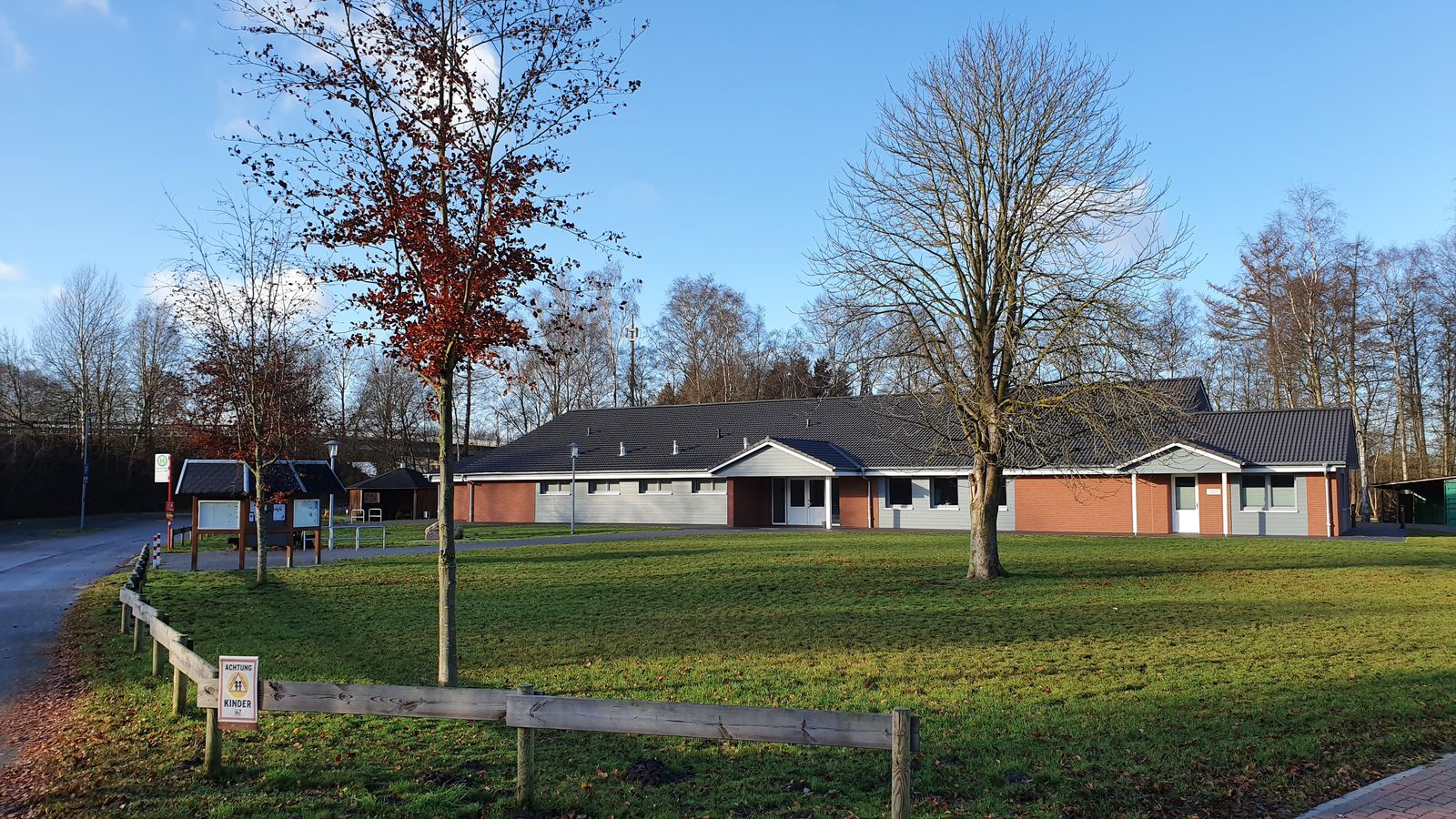
De Moorhalle (dorpshuis)
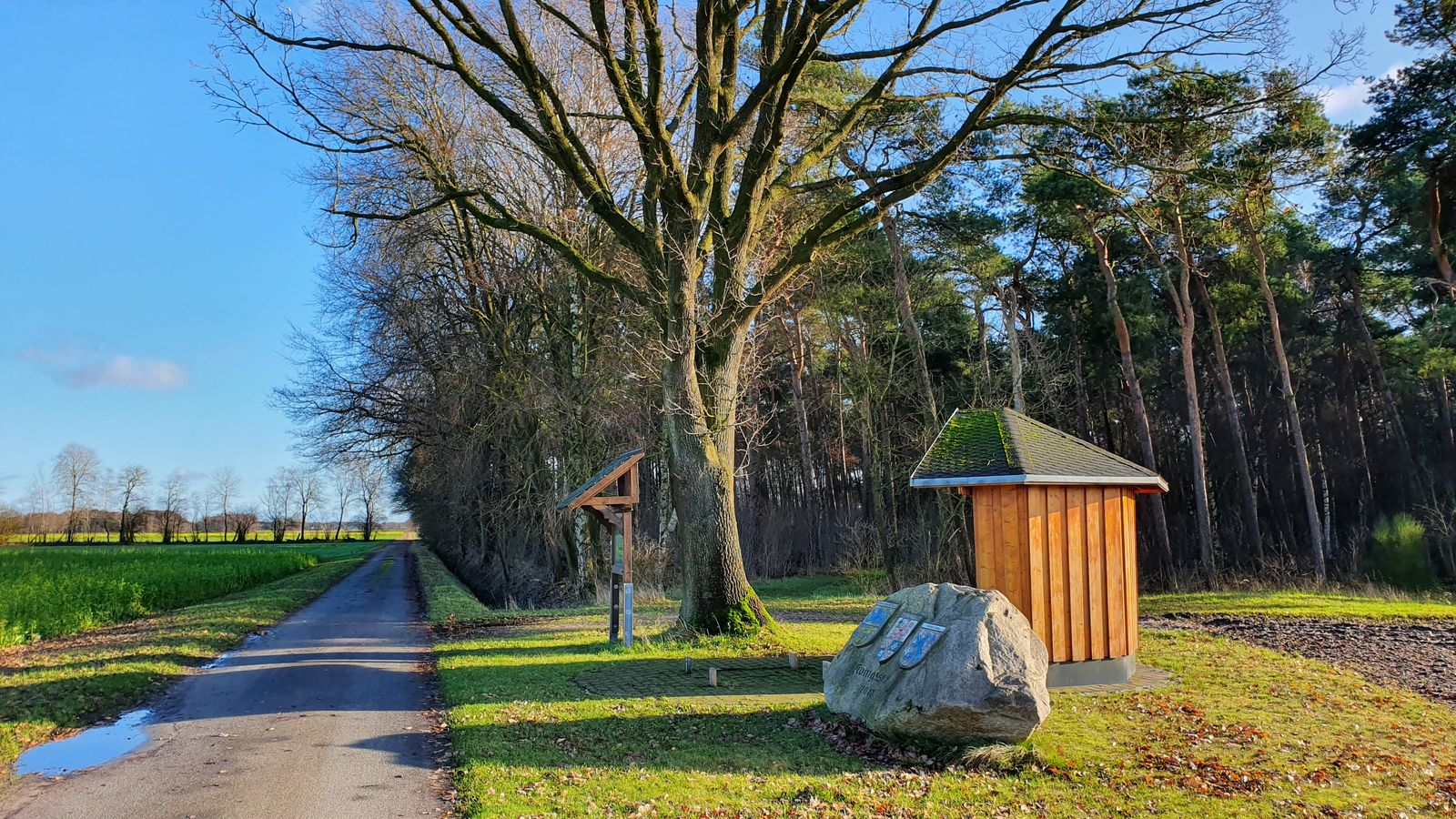
Gedenksteen Königsstein

Ten noorden van Königsmoor, dat, ten westen van de Lüneburger Heide, in een moerassige en tamelijk bosrijke streek ligt, lopen de bovenloop van zowel de Oste als de Wümme door ecologisch waardevolle beekdalen.
Het nog sterk agrarisch getinte dorp is economisch niet zeer belangrijk, en kent slechts weinig toerisme.
- Gemeinsame Normdatei: 2116182-3
- Virtual International Authority File: 147261575

Appel · 
Asendorf · 
Bendestorf · 
Brackel · 
Buchholz in der Nordheide · 
Dohren · 
Drage · 
Drestedt · 
Egestorf · 
Eyendorf · 
Garlstorf · 
Garstedt · 
Gödenstorf · 
Halvesbostel · 
Handeloh · 
Hanstedt · 
Harmstorf · 
Heidenau · 
Hollenstedt · 
Jesteburg · 
Kakenstorf · 
Königsmoor · 
Marschacht · 
Marxen · 
Moisburg · 
Neu Wulmstorf · 
Otter · 
Regesbostel · 
Rosengarten · 
Salzhausen · 
Seevetal · 
Stelle · 
Tespe · 
Toppenstedt · 
Tostedt · 
Undeloh · 
Vierhöfen · 
Welle · 
Wenzendorf · 
Winsen (Luhe) · 
Wistedt · 
Wulfsen